# 巴洛克華克
巴洛克華克（日語：バロックワークス，簡稱）是日本漫畫家尾田榮一郎的作品《One Piece》中一個虛構的秘密犯罪組織。

## 組織介紹
巴洛克華克的領導者是社長克洛克達爾，代號為Mr.0，副社長是妮可·羅賓，代號「Miss All 星期天」。旗下有十數名高級特務和許多一般成員，除了妮可·羅賓以外無人知曉社長的真面目。組織以阿拉巴斯坦王國為據點活動，表面上的目的是建立理想的王國，真正目的是得到藏於阿拉巴斯坦王國關於古代兵器「冥王」的情報，從而獲得更強大的力量。
組織在計劃的最後階段，被進入組織臥底的阿拉巴斯坦公主娜菲鲁塔利·薇薇向阿拉巴斯坦國民、草帽海賊團等人揭穿陰謀，除了臥底的薇薇和伊卡萊姆恢復阿拉巴斯坦皇室成員身份回歸祖國、羅賓最終被魯夫所救加入草帽海賊團以外，成員皆被草帽海賊團擊敗，克洛克達爾也敗給魯夫，組織隨即瓦解。名字取自于巴洛克艺术。

## 社員

### 社長・副社長
Mr.0／Sir·克洛克達爾（Mr.0 / Sir Crocodile）
聲優：大友龍三郎（日本）；宋克軍（台灣）
演員：喬·曼格尼洛
年齡：44歲→46歲，生日：9月5日，身高：253cm，星座：處女座，血型：S型，出生地：偉大的航路，喜歡的食物：鱷魚肉、番茄 ，討厭的食物：番茄醬。
巴洛克華克社長，公司代號「Mr.0」，外號「沙漠之王」，時任「王下七武海」。懸賞金額：8,100萬貝里（任名為王下七武海前→恢復懸賞被逮捕→逃獄恢復懸賞）。B・W時期所屬船隻「巴洛克古斯塔夫號」（Baroque Gustave）。
Miss All 星期天／妮可·羅賓（Miss All Sunday / Nico Robin）
聲優：山口由里子（日本）；許淑嬪（台灣）
演員：蕾拉·阿波娃
年齡：28歲→30歲，生日：2月6日，身高：188cm，星座：水瓶座，血型：S型，出生地：西海考古學之島「歐哈拉」，喜歡的食物：三明治、不太甜的蛋糕、能搭配咖啡的食物、冰品 ，討厭的食物：口香糖。
巴洛克華克副社長，公司代號「Miss All 星期天」，「Mr.0」的搭檔，B・W解散後成為草帽海賊團的第6位成員。懸賞金額：7,900萬貝里（當時）。B・W時期所屬船隻「巴洛克古斯塔夫號」。

### 高級特務
高級特務（Officer Agents）負責組織當中最重要的任務，幾乎都是「惡魔果實」的能力者（「Miss·黃金週」和「Mr.4」除外）。數字越接近0，則實力越強。包含克洛克達爾在內，每個特務都有一艘屬於自己的船。
Mr.1／達兹·波涅士（Mr.1 / Daz Bones）
聲優：稻田徹（日本）；孫中台〈ep.103－119〉→符爽〈ep.443－513〉（台灣）
年齡：29歲→31歲，生日：1月1日，身高：212cm，星座：摩羯座，血型：F型，出生地：西海，喜歡的食物：生火腿、瑪黛茶。
巴洛克華克高級特務，公司代號「Mr.1」，本名「達兹·波涅士」，外號「殺手」達茲·波涅士（The Killer），懸賞金額：7,500萬貝里（逃獄後恢復懸賞）。B・W時期所屬船隻「殺戮薩松號」（Kill Sassoon）。在推進城逃獄後，受克洛克達爾邀約跟隨他。
Miss雙手指／薩拉（Miss Doublefinger / Zala）
聲優：水原琳〈第103、104話〉→橘U子〈第107話起〉（日本）；許淑嬪（台灣）
年齡：26歲→28歲，生日：7月30日，身高：187cm，星座：獅子座，血型：X型，出生地：偉大的航路，喜歡的食物：花草茶。
巴洛克華克高級特務，公司代號「Miss雙手指」（意指元旦1月1日），本名「薩拉」，外號「毒蜘蛛」薩拉（Poison Spider Zala），懸賞金額：3,500萬貝里（逃獄後恢復懸賞）。B・W時期所屬船隻「殺戮薩松號」。
「Mr.1」的搭檔。特徵是藍色的爆炸髮，喜歡抽煙斗，平時在「蜘蛛酒吧」擔任女店主，化名為「波拉」（Paula）。走路扭扭捏捏，但是性格冷酷殘忍，認為專業殺手要先攻擊弱者。
超人系「荊棘果實」能力者，荊棘人，可以從身體的任何一部分長出刺，能夠輕易地刺穿石壁。
在阿爾巴那北區的梅地議事堂後巷與娜美展開激烈交戰，被以颱風天候「龍捲風天候」擊敗，後被海軍收押至海軍拘留所。於扉頁連載《Miss黃金週的作戰名「尋找巴洛克」》中，在「Miss黃金週」等人的幫助下成功逃獄；「Miss黃金週」使出「夢之彩虹」，讓她變成理想職業的模樣（店主）。變身了的一行人逃至一間廢棄的小屋，並在此開設了「蜘蛛咖啡店」。
Mr.2·馮·克雷／班薩姆（Mr.2 Bon Kurei / Bentham）
聲優：矢尾一樹（日本）；符爽／李香生〈電影版8〉（台灣）
年齡：30歲→32歲，生日：8月15日，身高：238cm，星座：獅子座，血型：F型，出生地：東海。喜歡的食物：章魚冰淇淋、炒綠茶，代表的動物：天鵝。
巴洛克華克高級特務，公司代號「Mr.2」，本名「班薩姆」，外號「荒野」班薩姆（Bentham of the Wild），懸賞金額：3,200萬貝里（被捕）。B・W時期所屬船隻「快速天鵝號」（Swanda Express）
化名為「馮·克雷」（Bon-Kurei），是個高大、外型像芭蕾舞者的人妖，大衣後背寫有字樣（馮·克雷和日文同音），自稱「奴家」，說話語尾常加上的音。魯夫稱他為小馮馮。因為他認為自己既是男性也是女性，所以在組織中的稱號也同時包含男性特務的數字「2」，及女性特務的節日名稱（日本的盂蘭盆節），是巴洛克華克中唯一沒有搭檔的高級特務。
超人系「模仿果實」能力者，可變成右手觸摸過的任何一個人，包括臉、身體和聲音，此外他有儲存記憶的能力，只要是過去摸過的對象都可以再度模仿，使用方法是以右手摸自己的臉，用左手則會回復。此外他有一套苦練而成的人妖拳法，拳擊和踢技都相當強勁，但使用模仿果實能力時無法使出人妖拳法。
「Mr.2」執行任務時是冷酷的殺手，平常卻是熱血十足，不但重視友誼，也很容易因為夥伴意識而感動。在阿爾巴那南區的波爾卡通道，與香吉士展開激烈交戰，雖然屢次變化成娜美讓香吉士陷入苦戰，但最終仍被香吉士以「小牛肉SHOOT」擊敗。在巴洛克華克解散之後，主動幫忙蒙其·D·魯夫一行人從海軍手裡偷回被扣押的前進梅莉號，並作為他們的替身引開海軍，最後草帽海賊團才得以突破封鎖，但「Mr.2」等人也因此遭到逮捕。
在扉頁《Miss黃金週的作戰名「尋找巴洛克」》中，「Mr.2」一度脫逃成功，但為了拯救「Miss情人節」而放棄逃跑，在逮住「Mr.3」並模仿他的長相後向海軍自首，伺機救出伙伴，而自己因不敵海軍本部上校「黑檻」希娜再次被捕；後被押入「深海大監獄」推進城，囚禁於LEVEL 3「饑餓地獄」。一直憧憬能在獄中見到偶像—卡瑪帕卡王國的國王「人妖王」伊娃柯夫。
在魯夫潛入推進城時，協助魯夫等人抵達LEVEL 4「焦熱地獄」，卻在遇上監獄署長麥哲倫時太害怕而逃跑掉。後模仿副署長般若拔前往第五層 「極寒地獄」救出身中劇毒的魯夫，但途中遭到軍狼攻擊，並因失血過多而昏倒。被雷電帶到LEVEL 5.5「新人妖樂園」，一直睡了10小時，在樂園裏找到了其偶像「人妖王」伊娃柯夫，得知魯夫正接受治療，便不顧自己的傷勢堅持大喊為魯夫打氣。為了使魯夫能夠順利前往馬林福特營救哥哥「火拳」艾斯，在一行人逃獄的最後關頭，以自己的能力易容成監獄署長麥哲倫，命令獄卒打開了正義之門，在透過電話蟲和魯夫道別之後，與真正的麥哲倫決鬥，最後再度被關回推進城的監獄裡。
根據扉頁連載《在世界的甲板上》Vol.46，「Mr.2」在「頂點戰爭」結束兩年後換上背後寫著「梵」字的大衣，接替離開推進城的「人妖王」伊娃柯夫，成為LEVEL 5.5「新人類樂園」的新領導人。
Mr.3／賈爾迪諾（Mr.3 / Galdino）
聲優：檜山修之（日本）；符爽（台灣）
演員：大衛·達斯馬齊連
巴洛克華克高級特務，公司代號「Mr.3」，本名「賈爾迪諾」，外號「黑金」加爾迪諾（Loan Shark Galdino），懸賞金額：2,400萬貝里（在巴其被廢除七武海後恢復懸賞）。「Miss黃金週」的搭擋。B・W時期所屬船隻「智略天然丸」（Chiryaku Ten'nen Maru）。目前為「千兩小丑」巴其领导的「巴其速遞」的幹部。
Miss.黃金週／瑪莉安奴（Miss Goldenweek / Marianne）
聲優：中川亞紀子（日本）；詹雅菁（台灣）
演員：蘇菲亞·安·卡魯索
年齡：16歲→18歲，生日：4月29日，身高：145cm，星座：金牛座，血型：XF型，出生地：北海，喜歡的食物：綠茶、仙貝。
巴洛克華克高級特務，公司代號「Miss黃金週」，本名「瑪莉安奴」，外號「自由旗手」瑪莉安奴（Flag-Bearer of Freedom），懸賞金額：2,900萬貝里。B・W時期所屬船隻「智略天然丸」。
「Mr.3」的搭檔。寫實畫家，喜歡喝茶吃仙貝的少女，平常總是面無表情。她並沒有惡魔果實的能力，也不具任何體技和戰鬥力，戰鬥中依賴透過色彩暗示並催眠的特殊能力「彩色陷阱」控制他人感情與行動，也是目前唯一被作者證實沒吃惡魔果實卻擁有類似惡魔果實特殊能力的角色。
「Miss黃金週」每次施展「彩色陷阱」都會畫上一個記號，作者解釋那記號具有特別意義，是由「C.T」（Color Trap）二字組成。在小花園一戰中，在「Mr.3」被擊敗後想逃跑，卻被跑得快追上擊敗。戰敗後，與「Mr.5」和「Miss情人節」留在小花園生活。
扉頁連載《Miss黃金週的作戰名「尋找巴洛克」》的主人翁。在得知巴洛克華克解散後，與「Mr.5」和「Miss情人節」離開小花園，前往監獄營救其他的高級特務。期間意外到了休假島，被海軍本部上校「黑檻」希娜追捕；後在「Mr.2」的解救下成功逃脫，並奪取了一艘海軍軍艦前往海軍拘留所，拯救被囚的伙伴。最後，他們救出了「Miss雙手指」、「Mr.4」、「Miss聖誕節」和拉蘇；「Miss黃金週」使出「夢之彩虹」，讓伙伴們變成理想職業的模樣（她自己變成了畫家）。變身了的一行人逃至一間廢棄的小屋，並在此開設了蜘蛛咖啡店。
Mr.4／貝布（Mr.4 / Babe）
聲優：高塚正也（日本）；宋克軍（台灣）
年齡：28歲→30歲，生日：6月19日，身高：218cm，星座：雙子座，血型：F型，出生地：偉大的航路，喜歡的食物：蘋果茶、披薩。
巴洛克華克高級特務，公司代號「Mr.4」，本名「貝布」，外號「殺死捕手」貝布（Catcher-Killing Bab），懸賞金額：320萬貝里（逃獄後恢復懸賞）。B・W時期所屬船隻「神聖全壘打號」（Holly Home Run）。
「Miss聖誕節」的搭擋。身型高大，個性慢郎中一個，說話也慢，但力量非常強大，武器是「4噸球棒」，擁有400磅揮擊力量。喜歡的茶是蘋果茶。寵物是吃了動物系「犬犬果實 臘腸狗型態」的「犬槍」拉蘇，拉蘇口裡不断吐出定時炸彈，再由他的球棒打擊出去，合作無間。其戰鬥力優於「Mr.3」，但智謀有所不如，因此排序較後。
在阿爾巴那東南門與騙人布和喬巴展開激烈交戰，被以「騙人喬·鐵鎚彗星」擊敗，後被海軍收押至海軍拘留所。於扉頁連載《Miss黃金週的作戰名「尋找巴洛克」》中，在「Miss黃金週」一行人的幫助下成功逃獄；「Miss黃金週」使出「夢之彩虹」，讓他變成理想職業的模樣（披薩店速遞員）。變身了的一行人逃至一間廢棄的小屋，並在此開設了蜘蛛咖啡店。
拉蘇（Lassoo，聲：青野武（劇場版））
生日：1月4日，星座：摩羯座，喜歡的食物：狗糧。
「Mr.4」的愛槍，是一把透過偉大航路的科技而吃下動物系「犬犬果實 臘腸狗型態」的犬槍「拉蘇」，外型為表情呆滯，鼻頭掛著一條鼻水的黃色臘腸狗，因為感冒而可以透過噴嚏從嘴裡射出棒球外型的定時炸彈。
在阿爾巴那東南門被騙人布和喬巴以「騙人喬·鐵鎚彗星」擊敗，後隨同「Mr.4」被海軍收押至海軍拘留所。於扉頁連載《Miss黃金週的作戰名「尋找巴洛克」》中，在「Miss黃金週」等人的幫助下成功逃獄；「Miss黃金週」使出「夢之彩虹」，讓牠變成理想職業的模樣（戰車）。變身了的一行人逃至一間廢棄的小屋，並在此開設了蜘蛛咖啡店。
Miss聖誕節／多蘿菲（Miss Merry Christmas / Drophy）
聲優：金月真美（日本）；詹雅菁（台灣）
年齡：49歲→51歲，生日：12月25日，身高：156cm，星座：摩羯座，血型：S型，出生地：偉大的航路，喜歡的食物：橙白毫。
巴洛克華克高級特務，公司代號「Miss聖誕節」，本名「多蘿菲」，外號「攻城」多蘿菲（Town-Collapser Drophy），懸賞金額：1,400萬貝里（逃獄後恢復懸賞）。B・W時期所屬船隻「神聖全壘打號」。
「Mr.4」的搭檔。是個身型矮小，急性子的老太婆，常罵人是豬。和搭檔形成強烈的反差。對「Mr.4」慢吞吞的動作很反感，但戰鬥時兩人卻擁有絕佳的默契。
動物系「鼴鼠果實」能力者，鼴鼠人，可以變身為鼴鼠，戰鬥時會在地下挖洞以便戰鬥使用，跟騙人布戰鬥時還演變成「打地鼠」。
在阿爾巴那東南門被「Mr.4」以4噸球棒誤擊，後被海軍收押至海軍拘留所。於扉頁連載《Miss黃金週的作戰名「尋找巴洛克」》中，在「Miss黃金週」一行人的幫助下成功逃獄；「Miss黃金週」使出「夢之彩虹」，讓她變成理想職業的模樣（公主）。變身了的一行人逃至一間廢棄的小屋，並在此開設了蜘蛛咖啡店。
Mr.5／傑姆（Mr.5 / Gem）
聲優：高塚正也（日本）；宋克軍（台灣）
演員：卡姆魯斯·強森（Camrus Johnson）
年齡：24歲→26歲，生日：7月26日，身高：197cm，星座：獅子座，血型：X型，出身地：南海，喜歡的食物：火藥茶、上等火藥、火藥炒飯。
巴洛克華克高級特務，公司代號「Mr.5」，本名「傑姆」，外號「國境」傑姆（Gem of the Border），懸賞金額：1,000萬貝里。B・W時期所屬船隻「流行搖滾零食號」（Pop Rock Candy）。
「Miss情人節」的搭擋。皮膚黝黑，身上的大衣寫著很多「5」字。使用武器是火石鎖式44口徑6連發左輪手槍。
超人系「炸彈果實」能力者，炸彈人，身體的任何部份（包括鼻屎）都具有爆破能力，吃下炸彈也不會有事。
在小花園一戰中，被索隆以三刀流「燒·鬼斬」擊敗。戰敗後，與「Miss.黃金週」和「Miss情人節」留在小花園生活。在扉頁連載《Miss黃金週的作戰名「尋找巴洛克」》中，與「Miss黃金週」和「Miss情人節」離開小花園，前往監獄營救其他的高級特務。期間意外到了休假島，被海軍本部上校「黑檻」希娜追捕；後在「Mr.2」的解救下成功逃脫，並奪取了一艘海軍軍艦前往海軍拘留所，拯救了被囚的伙伴。其後，「Miss黃金週」使出「夢之彩虹」，讓他變成理想職業的模樣（消防員）。變身了的一行人逃至一間廢棄的小屋，並在此開設了蜘蛛咖啡店。
Miss情人節／米琪塔（Miss Valentine / Mikita）
聲優：折笠富美子（日本）；許淑嬪（台灣）
演員：潔札拉·潔絲琳（Jazzara Jaslyn）
年齡：22歲→24歲，生日：2月14日，身高：177cm，星座：水瓶座，血型：XF型，出身地：西海，喜歡的食物：檸檬紅茶、巧克力。
巴洛克華克高級特務，公司代號「Miss情人節」，本名「米琪塔」，外號「走私者」米琪塔（Courier），懸賞金額：750萬貝里。B・W時期所屬船隻「流行搖滾零食號」。
「Mr.5」的搭檔。留著金色短髮，穿戴檸檬切片圖案的高帽和洋裝的美女，性格高傲，獨特笑聲是「呀啊哈哈哈」，常手拿洋傘在空中飄。
超人系「輕飄飄果實」能力者，可以任意改變體重，範圍從1公斤到10,000公斤以上皆可，戰鬥時會變換體重來壓死敵人。
在小花園一戰中，被娜美和薇薇連手擊敗。戰敗後，與「Miss黃金週」和「Mr.5」留在小花園生活。在扉頁連載《Miss黃金週的作戰名「尋找巴洛克」》中，與「Miss黃金週」和「Mr.5」離開小花園，前往監獄營救其他的高級特務。
期間意外到了休假島，被海軍本部上校「黑檻」希娜逮捕，並被用作威嚇伙伴自首的人質；後在「Mr.2」的解救下成功逃脫，並奪取了一艘海軍軍艦前往海軍拘留所，拯救了被囚的伙伴。其後，「Miss.黃金週」使出「夢之彩虹」，讓她變成理想職業的模樣（製作巧克力的美女）。變身了的一行人逃至一間廢棄的小屋，並在此開設了蜘蛛咖啡店。

### 開拓特務
開拓特務（Frontier Agents）在偉大航道的前線為組織招募新血，並不負責主要或重要的任務。
Mr.6
劇中未登場。巴洛克華克開拓特務，公司代號「Mr.6」，本名不詳，與「Miss母親節」是搭擋。
在第23卷的SBS專欄有將假設Mr.7升格成Mr.6的形象畫出來，他的眉毛和戴的太陽眼鏡都變成兩個6。
Miss母親節
巴洛克華克開拓特務，公司代號「Miss母親節」，本名不詳，「Mr.6」的搭檔。
前任Mr.7
演員：本·卡西馬雷（Ben Kgosimore）；日本配音：竹内良太；台灣配音：張至超
巴洛克華克開拓特務，公司代號「Mr.7」，本名不詳。曾經代表巴洛克華克，想要挖角索隆加入巴洛克華克，但在與索隆的戰鬥中被索隆擊敗後死亡。劇中未登場，但在真人劇版中增加此段戲分。
Mr.7
聲優：（日本）；孫中台／李香生〈電影版8〉（台灣）
巴洛克華克開拓特務，公司代號「Mr.7」，本名不詳，與「Miss父親節」是搭擋。狙擊手，獨特笑聲是「喔呵呵呵」，非常喜歡7這個數字，全身都裝飾有數字7，眉毛也長得像7。武器是「黃色槍」，能射出骰子狀的黃色子彈，與呱呱槍的子彈相撞會爆炸，兩人的技術可使子彈在離對手相當近的地方相撞。理想鄉作戰中負責在阿爾巴那廣場的鐘塔發射大砲，被薇薇以「孔雀開屏‧逆流」擊敗。
Miss父親節
聲優：中友子（日本）；許淑嬪（台灣）
巴洛克華克開拓特務，公司代號「Miss父親節」，本名不詳，「Mr.7」的搭檔。狙擊手，獨特笑聲是「給囉給囉」（為日文青蛙叫聲的狀聲詞），非常喜歡青蛙，連穿著都是青蛙裝。武器是「呱呱槍」，能射出青蛙圖案的球形子彈，與黃色槍的子彈相撞會爆炸，兩人的技術可使子彈在離對手相當近的地方相撞。理想鄉作戰中奉克洛克達爾之命在阿爾巴那廣場的鐘塔發射大砲，被薇薇以「孔雀開屏‧逆流」擊敗。
Mr.8
巴洛克華克開拓特務，公司代號「Mr.8」，本名伊卡萊姆，與「Miss星期一」是搭擋。化名捲毛伯，在威士忌山峰扮成鎮長，實際上所有「鎮民」都是巴洛克華克的人。
Miss星期一
聲優：大本真基子（日本）；詹雅菁（台灣）
生日：1月24日，星座：水瓶座，出生地：偉大的航路。
巴洛克華克開拓特務，公司代號「Miss星期一」，「Mr.8」的搭檔。全身黝黑高大力量又大的女人，渾身肌肉，自稱沒遇過力氣比她大的男人。
在威士忌山峰被索隆擊敗，後來為了幫助薇薇逃跑而被「Mr.5」擊敗。巴洛克華克潰滅後，背叛退出組織後和「Mr.9」結婚並育有一子，夫妻倆一起從事賞金獵人工作，2年後定居在威士忌山峰。
Mr.9
聲優：高戶靖廣（日本）；符爽（台灣）
演員：丹尼爾·拉斯克（Daniel Lasker）
生日：9月27日，星座：天秤座，出生地：偉大的航路。
巴洛克華克開拓特務，公司代號「Mr.9」。頭腦簡單的人，使用武器為毅力之棒、擅長後空翻，帶著一個王冠，與「Miss星期三」是搭檔。
在威士忌山峰被索隆擊敗，後來為了幫助薇薇逃跑而被「Mr.5」及「Miss情人節」擊敗。巴洛克華克潰滅後，背叛退出組織後和「Miss星期一」結婚並育有一子，成為賞金獵人，2年後定居在威士忌山峰。
Miss星期三
聲優：渡邊美佐（日本）；詹雅菁（台灣）；王夢華／張雪儀（香港）
演員：查瑞夫拉·強德蘭
巴洛克華克開拓特務，公司代號「Miss星期三」，本名納菲魯塔莉·薇薇，「Mr.9」的搭擋。
Mr.10
劇中未登場。巴洛克華克開拓特務，公司代號「Mr.10」，本名不詳，與「Miss星期二」是搭擋。
Miss星期二
劇中未登場。巴洛克華克開拓特務，公司代號「Miss.星期二」，本名不詳，「Mr.10」的搭檔。
Mr.11
聲優：小野健一（日本）；符爽（台灣）
生日：11月21日，星座：天蠍座，出身地：偉大的航路。
巴洛克華克開拓特務，公司代號「Mr.11」，本名不詳，「Miss星期四」的搭檔。臉上畫有兩個指針，令人聯想到數字11。一名劍士，佩刀為良業物「花州」。
在魯內斯被「白獵人」斯摩格逮捕，他的刀被達絲琪所收藏，隨後斯摩格的艦隊來到阿拉巴斯坦王國，不久「Mr.11」就被巴洛克華克的「億萬長者」暗殺。
Miss星期四
劇中未登場。巴洛克華克開拓特務，公司代號「Miss星期四」，本名不詳，「Mr.11」的搭擋。在魯內斯被海軍圍捕時拋下「Mr.11」逃走。
Mr.12
劇中未登場。巴洛克華克開拓特務，公司代號「Mr.12」，本名不詳，與「Miss.星期六」是搭擋。
Miss星期六
劇中未登場。巴洛克華克開拓特務，公司代號「Miss星期六」，本名不詳，「Mr.12」的搭檔。
13號星期五（不吉利二人組）（Unluckies）
巴洛克華克開拓特務，由「Mr.13」和「Miss星期五」組成，負責工作為傳遞信件、資料以及懲罰任務失敗的成員，合稱13號星期五（黑色星期五），綽號「不吉利二人組」。在前往小花園的蠟燭小屋向Mr.3傳遞阿拉巴斯坦永久指針時被香吉士擊敗。在扉頁連載《Miss黃金週的作戰名「尋找巴洛克」》中，他們被海軍以豬排飯引誘畫出巴洛克華克其他特務的模樣協助海軍搜捕殘黨。
Mr.13
種族：海獺，生日：5月17日，星座：金牛座，出生地：偉大的航路。
公司代號「Mr.13」，巴洛克華克的情報員，能以一瞬間的記憶快速將畫下敵人的肖像畫送往本部。帶在身上的貝殼配有銳爪用以攻擊，也會敲擊貝殼產生火花點燃炸彈引線。
Miss星期五
種族：禿鷹，生日：1月21日，星座：水瓶座，出生地：偉大的航路。
公司代號「Miss星期五」，巴洛克華克的善後員，負責傳達及管理各個特務的任務。載著「Mr.13」，身上配有二組機關槍。

### 億萬長者
億萬長者（Billions），高級特務的部下，約有200人。積極尋求遞補開拓特務或更高的位階。
秋舞（Akumai）
聲優：不明（日本）；宋克軍（台灣）
生日：12月27日，星座：摩羯座。
巴洛克華克億萬長者。與Mr.2一起幫助草帽等人逃脫。
Mr.醇厚（Mr. Mellow）
聲優：高塚正也（日本）；孫中台（台灣）
巴洛克華克億萬長者。穿著一件印有“完熟”字樣的深紅色襯衫與甜瓜帽。以手槍暗殺了Mr.11。
Mr.Love（Mr. Love）
巴洛克華克億萬長者。穿著一件印有“I ❤️ Miss Valentine”字樣的藍黑色外套，是Miss情人節粉絲俱樂部的第31名成員。後來被達絲琪打敗。
傑羅尼莫（Geronimo）
聲優：增谷康紀（日本）；符爽〈前段〉→孫中台〈後段〉（台灣）
巴洛克華克億萬長者。動畫原創角色，指使Mr.醇厚殺死Mr.11，後來盯上艾斯，但被魯夫打敗。
名字取自于印第安的酋长杰罗尼莫。

### 百萬長者
百萬長者（Millions），開拓特務的部下，約有1,800人。
Miss凱瑟蓮娜（Miss Catherina）
聲優：不明（日本）；許淑嬪（台灣）
生日：3月23日，星座：牡羊座，出身地：東方藍。
巴洛克華克百萬長者。打扮成修女模樣的賞金獵人。身為神職人員做出保護小孩子的行為，但其實是發射藏在十字架裡的「天父保佑煙霧攻擊」。
Mr.賓茲（Mr. Beans）
聲優：不明（日本）；詹雅菁（台灣）
生日：2月24日，星座：雙魚座，出身地：偉大的航路。
巴洛克華克百萬長者。Miss凱瑟蓮娜的搭檔。擅長活用小孩外貌誘騙敵人，等Miss凱瑟蓮娜傷害敵人眼睛後，再以手槍攻擊。
Mr.清水（Mr. Shimizu）
生日：12月11日，星座：射手座，出身地：偉大的航路。
巴洛克華克百萬長者。混在圍住香吉士的女人當中喝酒的彪悍大叔。不論水深火熱，只要有酒喝的地方，就會不辭任何危險地趕去喝酒。

### 來源
1. 1 2 3  《One Piece Blue Deep: Characters World》。
2. 1 2 3 4 5 6 7 8 9  《結集！秘密結社巴洛克工作社》上公布
3. 1 2 3 4 5 6 7 8 9  《ONE PIECE》漫畫第359-413話扉頁連載《Miss黃金週的作戰名「尋找巴洛克」》Vol.1-43。
4. ↑  《ONE PIECE》漫畫第18卷SBS詢問專欄。
5. ↑  《ONE PIECE》漫畫第19卷SBS詢問專欄。